# Barend en Wijnand
Barend en Wijnand is een voormalig radioprogramma van AVROTROS en KRO-NCRV, gepresenteerd door Barend van Deelen (AVROTROS) en Wijnand Speelman (KRO-NCRV). Het programma was vanaf augustus 2015 iedere vrijdagavond te beluisteren op NPO 3FM van 9 uur tot middernacht. Sindsdien ontving het programma ook gasten in de studio.
Daarvoor werd het programma op zondagavond van 18.00 uur tot 20.00 uur uitgezonden. Ook werd het iedere zaterdagnacht uitgezonden van 4 tot 7 uur, als onderdeel van de Freaknacht.
Het programma eindigde in november 2016 bij het ingaan van een nieuwe programmering. Vanwege een conflict tussen de omroepen over de zendtijdverdeling was het niet mogelijk om verder te gaan met dit programma. Van Deelen stapte begin 2017 over naar Radio 538.
21 Jaar TROS Pop · 3FM BPM: MinistryOfBeats · 3FM Weekend Request · 3voor12Radio · AdreneLine · Altijd de eerste · ...And all that jazz · Andres · Angelique · Angeliques Afternoon · Annemieke Hier · Annemieke Plays · Anoûl · Arbeidsvitaminen · De Avondspits · De avonturen van Mark · Barend · Barend & Benner · Barend en Wijnand · De Bende van Van der Lende · De Boem Boem Disco Show · The Breakfast Club · Claudia d'r op · Club Carter · Curry en Van Inkel · De Dansbar · Dansen met Delsing · Dit is Domien · Domien, Jouw Ochtendshow · ... & dit is Claudia · Ekstra Weekend · Eva · Eva en Giel · Evers staat op · Frank & Eva: Welkom bij de club! · Franks feestje · GIEL · Harm dB · Hein · Herman · Het Betere Werk · Hier! · Jamie · Jan-Paul · Jasper · Joost · Jorien · Kaat tot Laat · Kevin · Lang leve het weekend! · LEX · Lieke · Markplaats · Mark + Rámon · Mega Top 30 · Michiel · Obi · De ochtenddienst · Olivier · De Orde van de Nacht · Parels van de nacht · Partij voor de Vrijdag · (P)laatwerk · RabRadio · Radio op 'n broodje · Rob · Rob & Wijnand en de Ochtendshow · Sanderdome · Sanders Vriendenteam · Saskia en Olivier · Slapen is voor Losers! · Slapen kan altijd nog · De Steen en Been Show · Studio Saskia · Superrradio · Tannaz · Thijs · Timur op 3FM · Vera on Track · Vier Sas! · Vrij · Weekend Wijnand · Wijnand · @Work · Xnoizz